# 美丰大楼
美丰大楼（Chinese American Bank of Commerce），是是中国上海的一座历史建筑，位于黄浦区河南中路521-529号、宁波路180号。

## 历史
该建筑建于1920年（1918年-1924年），位于原上海公共租界中区。该建筑由匈牙利建筑师邬达克设计。 
2005年10月31日，美丰大楼被列为第四批上海市优秀历史建筑，编号为4A013 。2010年4月14日，列为黄浦区登记不可移动文物。